# Aeropedellus albilineatus
Aeropedellus albilineatus är en insektsart som beskrevs av Zheng, Z., Shantang Li och S. Ding 1995. Aeropedellus albilineatus ingår i släktet Aeropedellus och familjen gräshoppor. Inga underarter finns listade i Catalogue of Life.